# اکهارد فاسر
اکهارد فاسر (انگلیسی: Ekkehard Fasser؛ (زادهٔ ۳ سپتامبر ۱۹۵۲ – درگذشتهٔ ۹ آوریل ۲۰۲۱) ورزشکار بابسلد اهل سوئیس بود.